# Asbury Park
Asbury Park é uma cidade localizada no estado americano de Nova Jérsei, no Condado de Monmouth.

## Demografia
Segundo o censo americano de 2000, a sua população era de 16 930 habitantes. Em 2006, foi estimada uma população de 16 546, um decréscimo de 384 (-2.3%).

## Geografia
De acordo com o United States Census Bureau tem uma área de 
4,1 km², dos quais 3,7 km² cobertos por terra e 0,4 km² cobertos por água. Asbury Park localiza-se a aproximadamente 10 m acima do nível do mar.

## Localidades na vizinhança
O diagrama seguinte representa as localidades num raio de 4 km ao redor de Asbury Park. 